# Brian Rafalski
Brian Rafalski, född 28 september 1973 i Dearborn i Michigan, är en pensionerad amerikansk professionell ishockeyspelare. Han värvades till Detroit Red Wings säsongen 2007/2008 från New Jersey Devils. Rafalski har under sina år i NHL beskrivits som en mycket pålitlig offensiv back, då han i ett flertal säsonger mäktat med över 50 poäng. Han representerade bland annat Brynäs IF i Elitserien säsongen 1995/1996 då han svarade för 9 poäng på 18 spelade matcher.
Den 25 maj 2011 meddelade Rafalski att han pensionerar sig för att tillbringa mer tid med familjen.

## Klubbar i NHL
- New Jersey Devils
- Detroit Red Wings